# Casciai Szent Rita

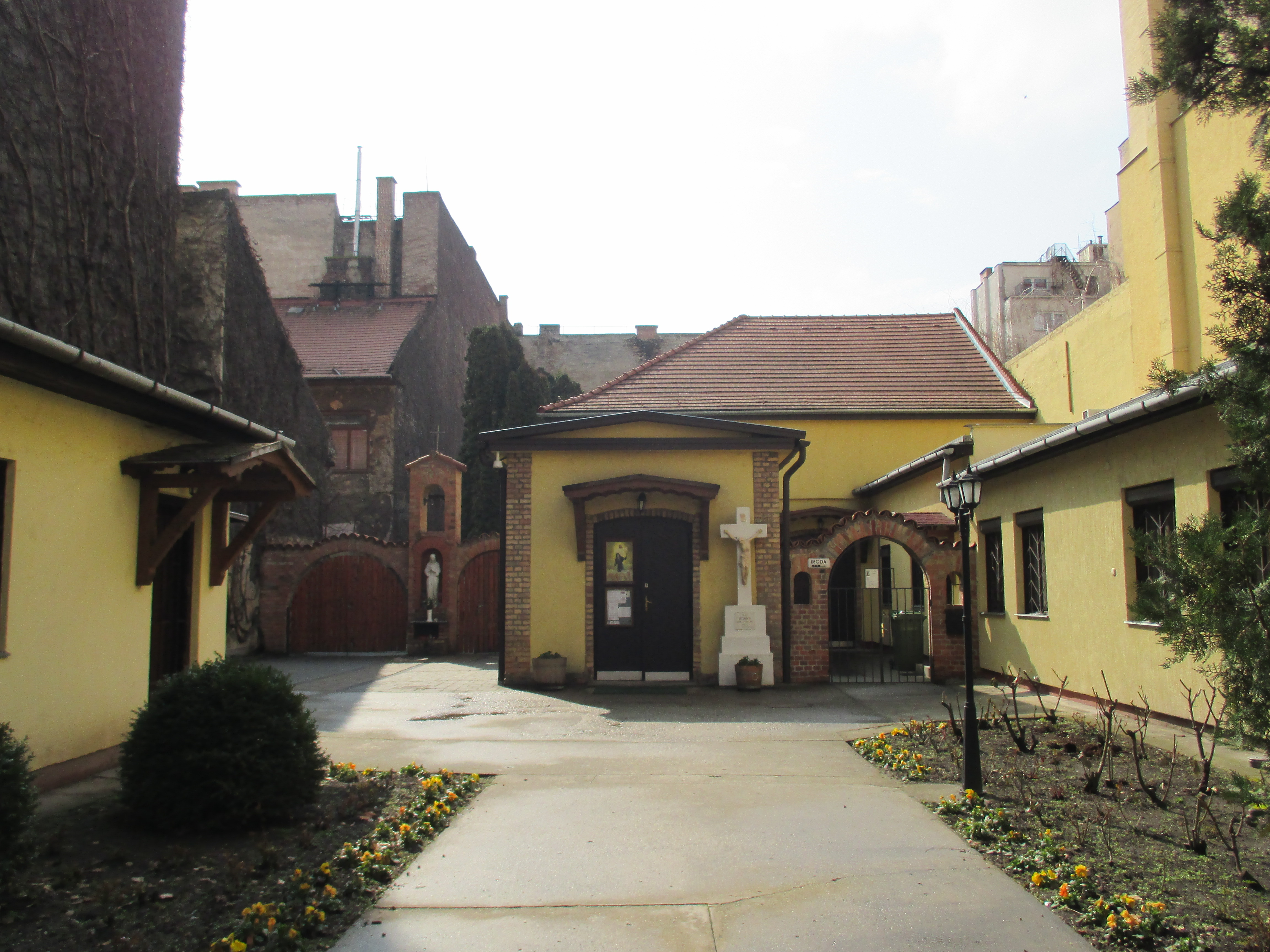
Szent Rita-kápolna Budapesten, a Kun utcában

Casciai Szent Rita (Roccaporena, Itália, 1381 – Cascia, 1457. május 22. szerzetesnő, a római katolikus egyház szentje, a reménytelen ügyek védőszentje.
Az itáliai Cascia városában született és élt. Nagy türelme, reménykedése és hite tette kezdettől fogva kiemelkedővé környezetében, melyet az élete során megtapasztalt nehézségeken keresztül mindig felmutatott. Megözvegyülve, két gyermekét elvesztve a Mária Magdolna Ágoston-rendi szerzetesközösség tagja lett. Koporsóját a casciai Szent Rita-bazilikában őrzik.
Magyarországi kegyhelye Budapesten a Szent Rita-kápolnában található (VIII. ker. Kun u. 5.), felvidéki kegyhelye pedig Nagymagyarban (Zlaté Klasy). Élete során és halála után is több csodatételt tartanak számon. Halála napján búcsút tartanak kegyhelyein. A köszönetmondó márványtáblák mai napig élő áldásos működését jelzik a katolikus hívők számára.

## Élete
Idős szülők gyermekeként jött világra. Fiatalon férjhez adták hozzá nem illő, erőszakos emberhez. A tőle elszenvedett sérelmeket megadóan tűrte egy feltétellel, hogy templomba járhasson. Szelídsége férjét is megtérítette. 
Ezt követően szépen éltek, mígnem férjét egy viszály alkalmával megölték. Fiai bosszút esküdtek a hely szokásai szerint.
A következő próbatételt kiengesztelésük jelentette, amit a temetés alkalmával meg is tettek. Egy év múlva két fia is meghalt, nem tudni, milyen okból.
Ezután zárdába szeretett volna vonulni, régi álma szerint, amit csak nagy nehézségek árán ért el.  Özvegysége miatt háromszor visszautasították, de csoda folytán mégis belépett a Mária Magdolna Ágoston-rendi szerzetesközösségbe. A nővérek közül is kitűnt türelmével, legyen a feladat akár egy kiszáradt növény öntözése. 
Azért imádkozott, hogy részt vehessen Jézus szenvedéseiben. A legenda szerint egy ima alkalmával tövis fúródott a homlokába Jézus töviskoszorújából. Ez elmérgesedett, ezért életének következő 15 évét elkülönítve töltötte.
A romolhatatlan szentek egyike. Halála után testét nem temették el, mert az nem indult romlásnak. Koporsóját a mai napig a casciai Szent Rita-bazilikában őrzik.

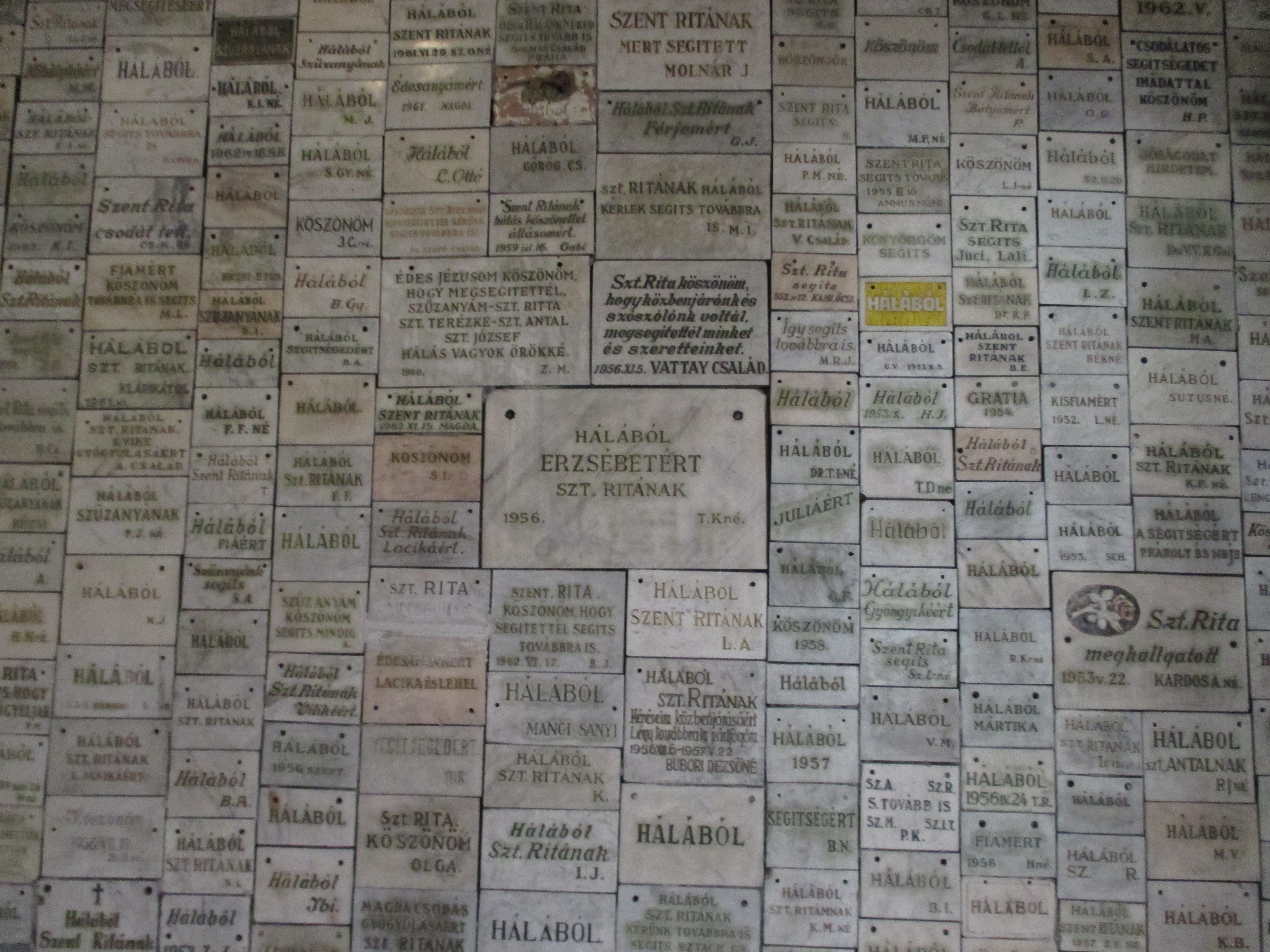
Hálaadó márványtáblák a budapesti Szent Rita-kápolnában